# 哨聲運動網
哨聲運動網（英語：Team Whistle），是一家專注於體育相關和娛樂內容的美國數位媒體公司。

## 歷史
自2014年推出以來，哨聲運動網至今已籌集了超過5,600萬美元的資金。從2014年的800萬美元（主要來自Sky Broadcasting）到2015年的第二輪籌集了2,800萬美元，再到2016年的第三輪籌集了2,000萬美元。該公司的投資者和股權持有人包括Tegna、NBC體育、天空體育台、自由全球、Emil Capital以及多個職業體育聯盟。
此外，該公司還與尼克兒童頻道建立了“十大特技射擊”和Wilson的#MyWilson活動的合作夥伴關係。
2018年，利茲聯足球俱樂部大股東安德里亞·拉德里扎尼的公司Aser領投了一輪2,800萬美元的融資。2021年3月，哨聲運動網被Aser通過其壹拾壹體育網子公司收購。